# Christine Oberdorff
Pour les articles homonymes, voir Oberdorf et Oberdorff.
Christine Oberdorff, est une journaliste française.

## Biographie
Elle a commencé sa carrière de présentatrice de télévision sur le réseau RFO, dix ans après elle rejoint l’hexagone. Présentatrice sur TV Breizh, puis sur la Chaine Histoire. Elle est actuellement rédactrice en chef de Ushuaïa TVet présentatrice,des deux émissions Passage au vert et Les enquêtes d'ushuaia TV sur la même chaîne.